# Zonlicht

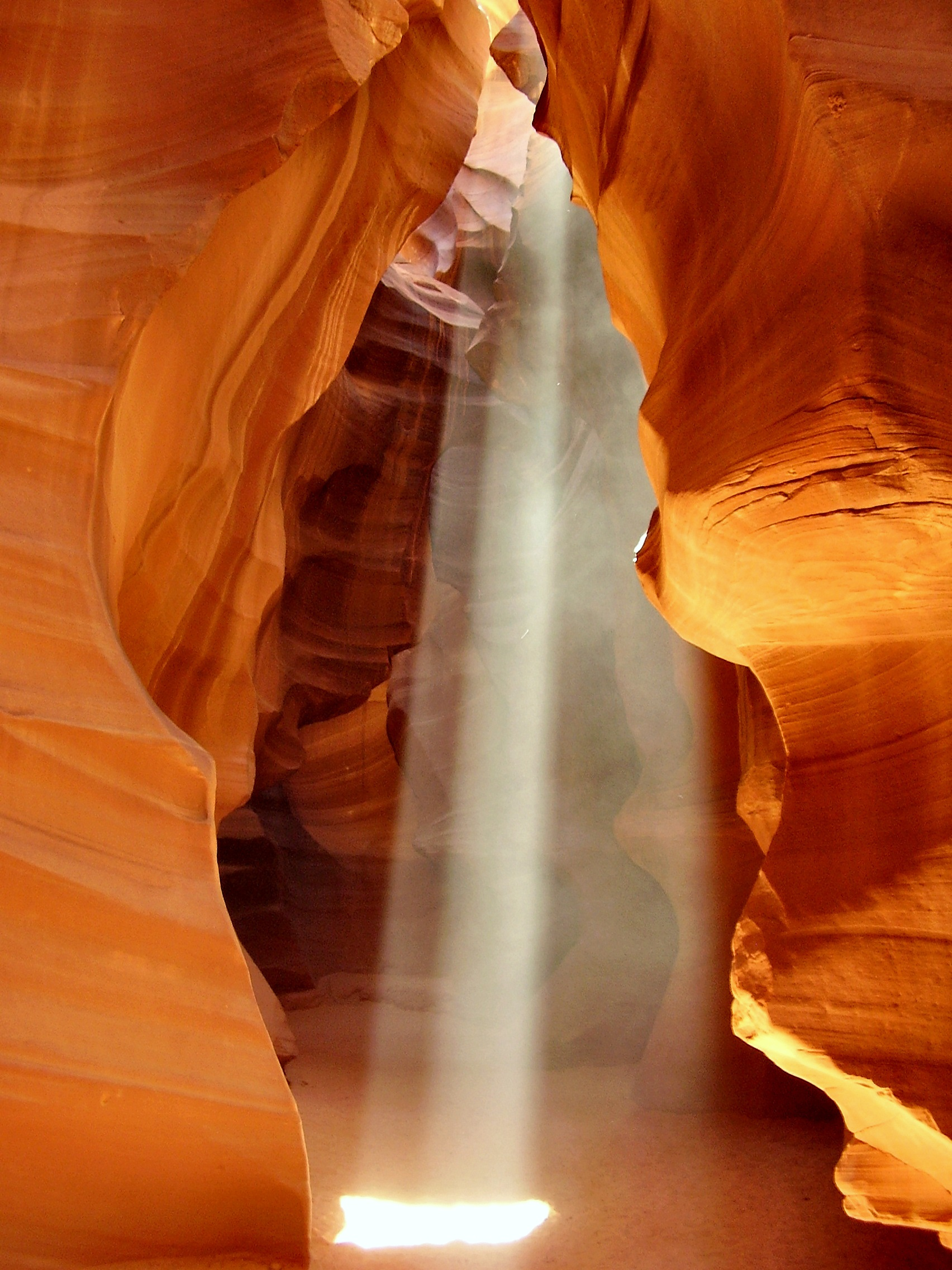
Zonlicht valt in de Antelope Canyon in Arizona. De lichtbundels zijn zichtbaar door stofdeeltjes in de lucht.

Zonlicht is het zichtbare deel van de elektromagnetische straling dat door de zon wordt uitgestraald. Het zonlicht dat de aarde bereikt is een zeer klein deel van de totale hoeveelheid, maar voldoende en essentieel om het leven op aarde in stand te houden. Zonlicht wordt, voordat het het aardoppervlak bereikt, in de atmosfeer op verschillende manieren verstrooid en gefilterd. Wanneer zonlicht niet wordt tegengehouden door bewolking, wordt het zonneschijn genoemd, en is het een bron van zeer fel, verblindend licht en merkbare stralingswarmte.
Zonlicht doet er ongeveer 8,3 minuten over voordat het vanaf het oppervlak van de zon het aardoppervlak bereikt. De fotonen die de zon uitstraalt ontstaan in de kern van de zon; ze zijn een product van de kernfusie die daar optreedt. Na hun vorming worden de fotonen veelvuldig geabsorbeerd en heruitgestraald, en pas na vele tienduizenden jaren bereiken ze de oppervlakte. Vanaf daar worden ze rechtlijnig het heelal in gezonden.
Zonlicht is de belangrijkste bron van energie voor de aarde. Planten, wieren en sommige bacteriën zijn in staat de energie uit zonlicht te vangen en te gebruiken voor de vorming van koolhydraten, een proces genaamd fotosynthese. Voor veel dieren, waaronder de mens, heeft zonlicht zowel gunstige als schadelijke effecten voor de gezondheid: het is vereist voor de synthese van vitamine D in de huid, maar het ultraviolette licht kan werken als een mutageen.

## Fysica

### Spectrum

Stralingsintensiteit van het zonnespectrum en een zwarte straler. Het oranje gebied is de door de atmosfeer geabsorbeerde straling.

Het spectrum van de zon wordt benaderd door de straling die een zwarte straler met een oppervlaktetemperatuur (effectieve temperatuur) van 5778 K uitzendt. Het spectrum loopt ongeveer van 250 tot 2500 nm met een intensiteitspiek bij 502 nm, overeenkomend met een frequentie van 598 THz; deze ligt in het blauw-groene gedeelte van het zichtbare licht. Evenveel energie wordt uitgestraald boven en onder een golflengte van 711 nm, overeenkomend met een frequentie van 421 THz.
Ongeveer de helft van de zonnestraling bestaat uit zichtbaar licht. De andere helft bestaat uit infrarode straling en een klein deel ultraviolette straling. In het zonnespectrum komen donkere lijnen voor, de Fraunhoferlijnen.

### Zonneconstante
De zonneconstante is de hoeveelheid energie in de vorm van elektromagnetische zonnestraling die de aardatmosfeer gedurende een bepaalde tijdsduur bereikt. De ruimtehoek van de aarde vanuit de zon is zo klein dat van de totale energie die de zon uitzendt, de aarde slechts een 2200 miljoenste deel ontvangt ofwel 0,000 000 045%.
Volgens de wet van Stefan-Boltzmann geldt aan het zonne-oppervlak een fluxdichtheid {\displaystyle F_{\odot }} van:
{\displaystyle F_{\odot }=\sigma T_{\odot }^{4}=6{,}32\cdot 10^{7}\;\mathrm {W/m^{2}} }
De oppervlakte van de zon is 6,09 biljoen vierkante kilometer, zodat het totale vermogen gelijk is aan {\displaystyle 3{,}828\times 10^{26}\,{\hbox{W}}}, ofwel één lichtkracht {\displaystyle \,L_{\odot }}.
Per steradiaal geldt voor de intensiteit:
{\displaystyle {\frac {\sigma T_{\odot }^{4}}{\pi }}=2{,}01\cdot 10^{7}\;\mathrm {W/m^{2}} }
Uitgaande van het behoud van energie geldt voor de fluxdichtheid bij de aardatmosfeer {\displaystyle F_{\oplus }}:
{\displaystyle 4\pi r_{\odot }^{2}F_{\odot }=4\pi r_{\oplus }^{2}F_{\oplus }}
{\displaystyle F_{\oplus }=F_{\odot }\left({\frac {r_{\odot }}{r_{\oplus }}}\right)^{2}=6{,}32\cdot 10^{7}\cdot \left({\frac {6{,}957\cdot 10^{8}}{1{,}496\cdot 10^{11}}}\right)^{2}=1366{,}8\;\mathrm {W/m^{2}} }
De gemeten waarde ligt iets lager met gemiddeld 1360,8 ± 0,5 W/m² tijdens een zonneminimum en 0,1% hoger tijdens een maximum. Deze waarde heeft een jaarlijkse gang door de ellipsvormige baan van de aarde rond de zon. Zo bereikt 1412 W/m² in januari de atmosfeer tot 1312 W/m² in juli. Ook per jaar fluctueert het gemiddelde door verandering in de zonne-activiteit zelf. Deze variatie aan de rand van de atmosfeer heeft overigens geen invloed op de temperatuur van het aardoppervlak.

### Filtering door atmosfeer
De stralingsintensiteit aan het aardoppervlak is veel kleiner dan de zonneconstante aan de rand van de atmosfeer. De verzwakking van de straling tijdens het passeren van de dampkring wordt extinctie of uitdoving genoemd. Dit bestaat uit reflectie, verstrooiing en absorptie.

#### Reflectie

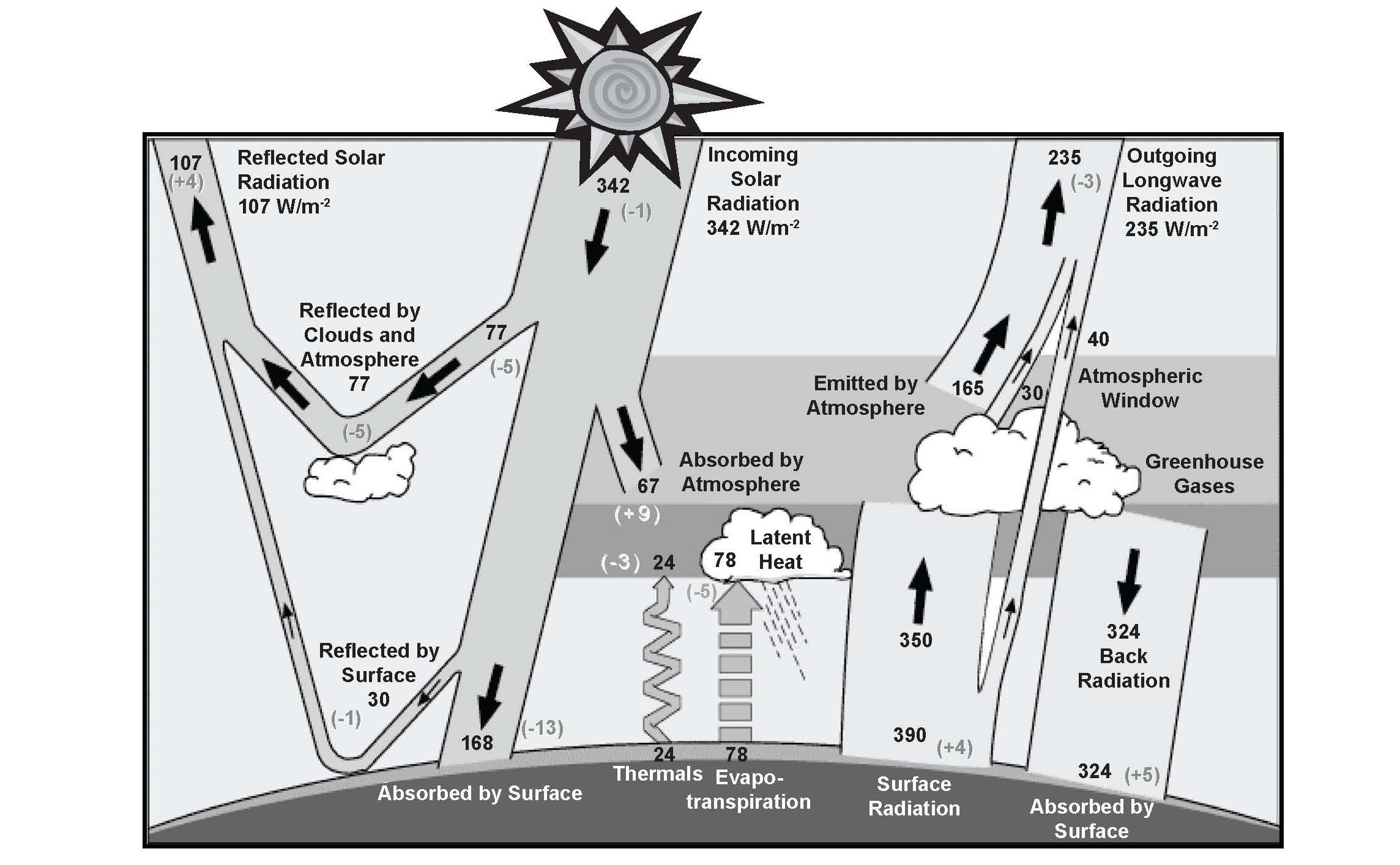
Stralingsbalans van de aarde

Doordat de aarde een sfeer is en slechts voor de helft wordt belicht, wordt gemiddeld een kwart van de aarde per tijdseenheid verwarmd. Van de resterende 342 W/m² wordt gemiddeld zo'n 30% gereflecteerd, het planetaire albedo. Deze reflectie vindt plaats door waterdruppeltjes en de grotere stofdeeltjes in de atmosfeer. Er is hier sprake van diffuse reflectie, omdat de straling in alle richtingen wordt weerkaatst. Tijdens deze reflectie blijft het licht wit, wat waar is te nemen bij onder meer rook. De voornaamste vorm van verzwakking van zonlicht in de atmosfeer is echter de reflectie tegen wolken. De mate van reflectie hangt af van de dikte van de wolkenlaag, het aantal wolkendruppeltjes, de grootte daarvan en de zonshoogte. De reflectie neemt over het algemeen af bij toenemende hoogte van de wolken.

#### Verstrooiing

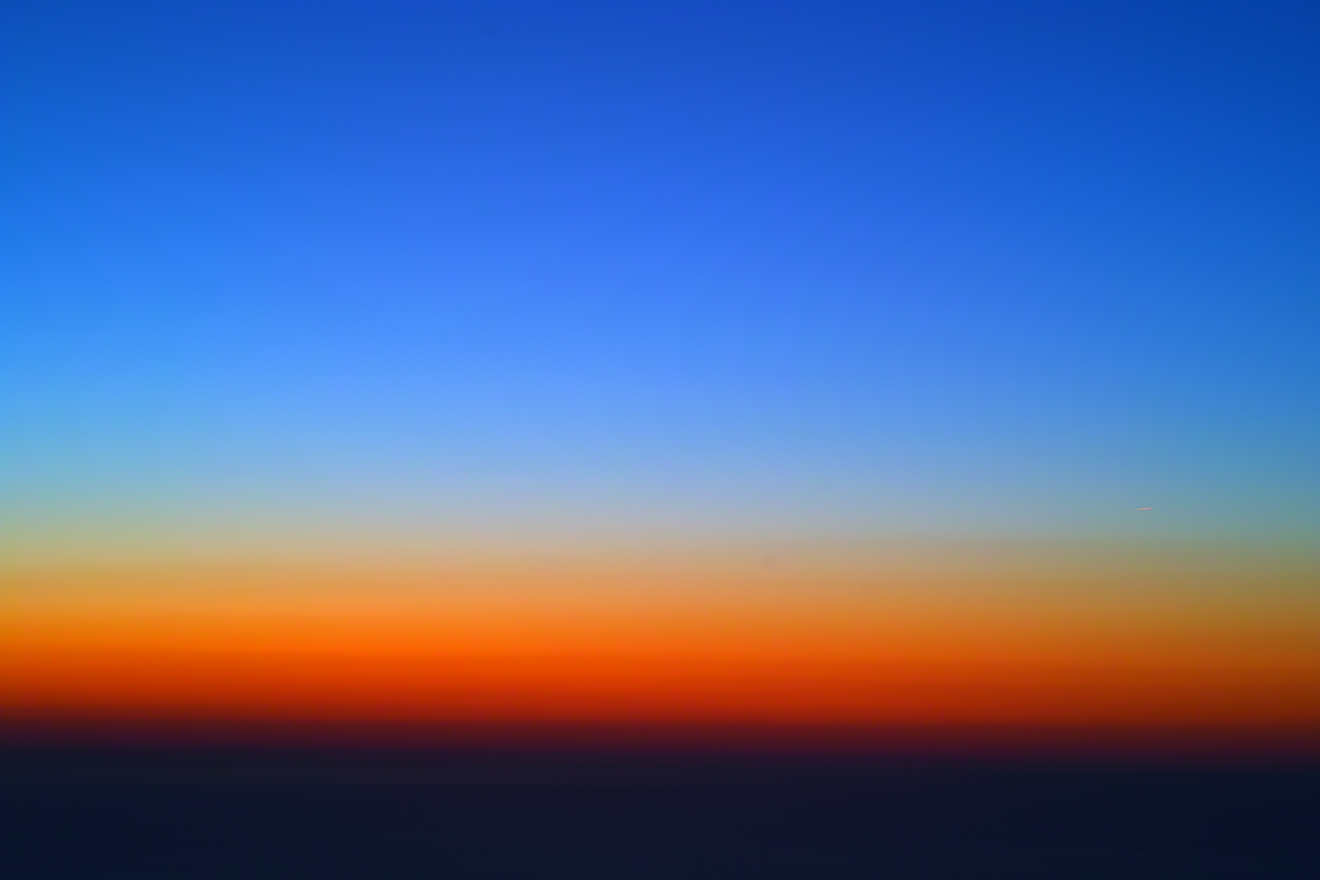
Rayleighverstrooiing zorgt voor een blauwe lucht, die rood wordt als de door de atmosfeer afgelegde weg dusdanig groot is dat al het blauwe licht uitgedoofd is.

Het zichtbare licht dat de zon uitzendt wordt voor een deel verstrooid, en daardoor gedeeltelijk weer uitgezonden naar het heelal. De verstrooiing vindt plaats op uiterst kleine deeltjes, die over het algemeen kleiner zijn dan de golflengte van het licht. Op deze schaal gelden de gewone wetten van terugkaatsing, breking en buiging niet meer, maar die van de Rayleighverstrooiing. Hoe kleiner de golflengte, hoe meer verstrooiing van het licht, zodat dit bij violet en blauw meer optreedt dan bij rood licht met een blauwe lucht tot gevolg. Als tijdens de schemering de zon laag aan de hemel staat, leggen de lichtstralen een langere weg af door de atmosfeer, zodat de kleine golflengten sterker worden verstrooid en uitdoven. Bij rood en oranje treedt minder verstrooiing op, zodat de hemel rood wordt gekleurd.

#### Absorptie
De 70% die niet reflecteert, wordt geabsorbeerd en verstrooid, waarbij van de resterende 240 W/m² de atmosfeer 74 W/m² opneemt en het aardoppervlak 166 W/m². In de atmosfeer wordt straling vooral geabsorbeerd door waterdamp, koolstofdioxide en ozon. Zo'n 14% van de totale zonnestraling wordt geabsorbeerd door waterdamp en doordat dit zich vooral in de troposfeer bevindt, warmt deze daardoor het meest op. Koolstofdioxide absorbeert voornamelijk de straling in het infrarode gebied, terwijl ultraviolette straling door de ozonlaag wordt opgenomen.
Wanneer de directe straling niet door wolken wordt geblokkeerd, wordt het ervaren als zonneschijn, een combinatie van zichtbaar licht en nabij infraroodstraling. Vooral de infraroodstraling zorgt voor een toename van de temperatuur van de huid en wordt opgemerkt door warmtereceptoren. Het directe zonlicht is niet gepolariseerd in tegenstelling tot het verstrooide licht van de blauwe hemel.
Als de temperatuur op aarde constant is, betekent dit dat de stralingsbalans neutraal moet zijn. Dat wil zeggen dat de inkomende kortgolvige zonnestraling de aarde weer verlaat als uitgaande langgolvige aardse straling. Deze langgolvige straling wordt veel beter geabsorbeerd in de atmosfeer dan de kortgolvige zonnestraling, zodat de atmosfeer vooral indirect via het aardoppervlak wordt opgewarmd.

## Stralingsverdeling

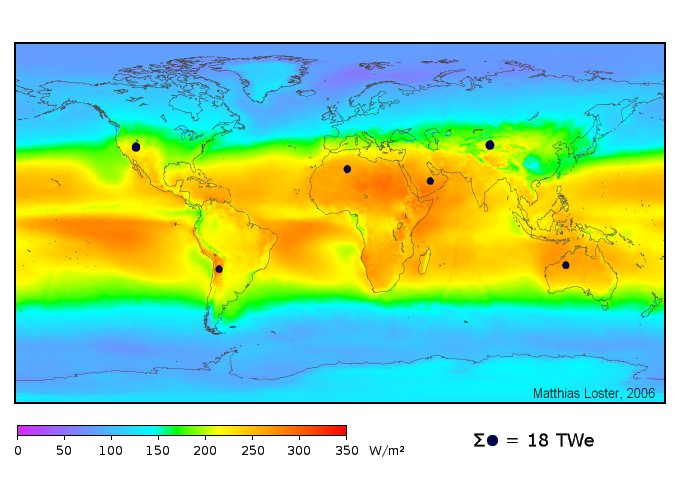
De verdeling van de straling over de aarde.

Buiten de dagelijkse en jaarlijkse gang en klimaatveranderingen zijn de in- en uitgaande straling gemiddeld genomen min of meer met elkaar in evenwicht. Plaatselijk is dit echter niet het geval. Op breedten lager dan 38° is de instraling groter dan de uitstraling, terwijl buiten dat gebied de uitstraling overheerst. In de tropen en subtropen wordt het echter niet warmer en in de gematigde gebieden en de poolstreken niet kouder. Dit komt doordat er een compenserend warmtetransport is door de algemene circulatie en de zeestromen. De algemene circulatie bestaat uit turbulentie, convectie, advectie en verdamping. De combinatie van dit warmtetransport met de stralingsbalans is de energiebalans.

## Effecten van zonlicht op de gezondheid
Zonlicht heeft brede effecten op de menselijke gezondheid. Een van de belangrijkste functies is het synchroniseren van het circadiane ritme, het interne slaap-waakritme dat onder andere de hormoonhuishouding en stemming beïnvloedt. Zonlicht of een vergelijkbare sterke lichtbron in de ochtend helpt dit ritme te stabiliseren. Circadiane ritmes komen evolutionair gezien voor bij vrijwel alle levende organismen – van bacteriën tot planten en dieren – en zijn ontstaan als aanpassing aan het regelmatige dag-nachtpatroon op aarde.
Onder invloed van ultraviolet licht, met name UVB-straling, produceert de huid vitamine D, wat nodig is voor de opname van calcium. Calcium is essentieel voor opbouw en het onderhoud van gezonde botten en tanden. Vitamine D speelt daarnaast ook een rol in het immuunsysteem. Begin 20e eeuw werd dit effect van zonlicht klinisch benut: de Zwitserse arts Auguste Rollier paste zogeheten heliotherapie toe op patiënten met bottuberculose in een kliniek op 1500 meter hoogte in de Alpen. Deze aanpak verloor later aan belang door de introductie van antibiotica en nieuwe wetenschappelijke inzichten.
Tegelijkertijd brengt overmatige blootstelling aan zonlicht risico’s met zich mee. UV-straling beschadigt het DNA van huidcellen, wat kan leiden tot huidveroudering en een verhoogd risico op huidkanker, zoals melanoom. Ook de ogen zijn kwetsbaar: direct in de zon kijken kan permanente oogschade veroorzaken. Naast zonnebrand op de huid, kan het rechtstreeks kijken in de zon permanente schade aan de ogen veroorzaken. Om de helderheid van zonlicht te compenseren, wordt wel gebruikgemaakt van een zonnebril.

## Culturele aspecten
In veel oude landbouwculturen — zoals in het oude Egypte, de Indusbeschaving en Meso-Amerika — werd de zon aanbeden als een goddelijke krachtbron. De Egyptenaren vereerden de zonnegod Ra symbool voor leven en orde; de Azteken ontwikkelden offerrituelen die nodig waren om de zon elke dag opnieuw te laten opkomen. Deze praktijken kwamen onder meer voort uit het belang van zonlicht voor landbouw en overleving, waarbij het cyclische karakter van zonlicht direct werd verbonden aan kosmische orde en menselijke plicht.
Wat recenter in de geschiedenis kreeg zonlicht een symbolische betekenis van puurheid, openheid en waarheid. In het christendom werd 'licht' vaak metaforisch gebruikt om goddelijke aanwezigheid of openbaring te beschrijven (bijvoorbeeld in het Johannesevangelie: En het licht schijnt in de duisternis). Filosofische tradities, met name in de tijd van de Verlichting, gebruikten zonlicht als metafoor voor rationeel inzicht en intellectuele bevrijding.
Tegelijkertijd bestaan er culturele verschillen in waardering van fysieke blootstelling aan zonlicht. In veel westerse landen sinds de 20e eeuw wordt een gebruinde huid vaak geassocieerd met gezondheid, vrije tijd en rijkdom, een idee dat ontstond nadat zonnebaden populair werd door invloed van bijvoorbeeld Coco Chanel en medische adviezen rond tuberculose. In andere delen van de wereld, zoals in Oost-Azië en delen van Afrika, is juist een lichte huid het schoonheidsideaal, met een lange geschiedenis die teruggaat tot klassenonderscheid.

## Overgevoeligheid
Er bestaat een erfelijke aandoening genaamd erytropoëtische protoporfyrie (afgekort E.P.P.). Mensen die hieraan lijden zijn overgevoelig voor het zichtbare licht van de zon, met name het paarse en het groene deel daarvan. Wanneer deze mensen met hun huid in de zon komen veroorzaakt dat in eerste instantie een branderig gevoel (als brandnetels) en na te lang in de zon te zijn geweest een soms dagenlang aanhoudende pijn, gepaard gaand met zwellingen en soms bloeduitstortingen. De pijn wordt pas weer minder in een donkere ruimte, vaak in combinatie met verkoeling (als airconditioning of zelfs met koeling door ijs).
Verschillende medicijnen, waaronder tetracycline, veroorzaken een overgevoeligheid voor zonlicht.